# NGC 80

NGC 80

NGC 80 هي مجرة محدبة تقع في كوكبة المرأة المسلسلة. ونتفاعل مع NGC 47 و NGC 68، وهي ألمع مجرة في التجمع المجري المسمى باسم مجموعة NGC 80.
تم اكتشافها في 17 أغسطس 1828 من قبل جون فريدريك ويليام هيرشل.NGC 80 تقع على بعد يقدر بحوالي 265 مليون سنة ضوئية، ويبلغ قطرها حوالي 130 حتى 135 ألف سنة ضوئية.

## وصلة خارجية
- NGC 80 على موقع ويكي سكاي: DSS2, SDSS, GALEX, IRAS, Hydrogen α, X-Ray, Astrophoto, Sky Map, Articles and images